# Ясне (Полтавський район)
Ясне́ — село в Україні, у Карлівській міській громаді Полтавського району Полтавської області. Населення становить 20 осіб. Орган місцевого самоврядування — Лип'янська сільська рада.

## Географія
Село Ясна знаходиться між річками Лип'янка і Тагамлик (2 км). На відстані 1,5 км розташоване село Лип'янка.

## Історія
12 червня 2020 року, відповідно до розпорядження Кабінету Міністрів України № 721-р «Про визначення адміністративних центрів та затвердження територій територіальних громад Полтавської області», село увійшло до складу Карлівської міської громади.
19 липня 2020 року, в результаті адміністративно - територіальної реформи та ліквідації Карлівського району, село увійшло до складу новоутвореного Полтавського району Полтавської області.